# Grinava
Grinava (maďarsky Grinád, německy Grünau) je historická obec na Slovensku a od 1. července 1975 místní část okresního města Pezinok. Leží na jihozápadě Slovenska v Bratislavském kraji.

## Historie
První písemná zmínka o vesnici pochází z roku 1208, kdy v listině krále Ondřeje II. byla uváděna jako villa MHYR. Během druhé světové války byl ve vesnici umístěn zajatecký tábor pro americké válečné zajatce. Ke konci druhé světové války probíhaly v Grinavě a jejím okolí boje mezi německými a sovětskými silami. Mezi lety 1948 a 1990 se vesnice jmenovala Myslenice.

## Pamětihodnosti
- Kostel svatého Zikmunda ze 14. století, původně postavený saskými kolonisty
- Evangelický kostel augsburského vyznání
- Hodossyovská kúria
- Smylovsko-pálffyovská kúria[3]
- Strapákův mlýn[4]
- Památník obětem první světové války
- Památník obětem druhé světové války
- Do katastrální území Grinava zasahuje část přírodní rezervace Zlatá studnička.

## Doprava
Na železniční tratí Bratislava–Žilina je v Grinavě zastávka s názvem Pezinok zastávka.